# Maculolachnus paiki
Maculolachnus paiki är en insektsart. Maculolachnus paiki ingår i släktet Maculolachnus och familjen långrörsbladlöss. Inga underarter finns listade i Catalogue of Life.